# Никола Анастасов (зограф)
Никола Анастасов (Атанасов) е български възрожденски зограф от Македония.

## Биография
Роден е в Крушево, тогава в Османската империя в семейството на Анастас Зограф, при когото учи. Дълго време работи заедно с баща си (до 1870 година) и братята си Вангел и Коста.
В 1866 година тримата братя изписват църквата „Свети Димитър“ в мъгленското село Тушин и оставят надпис на гръцки:
| „ | Αυτή η εκκλησία του Αγίου Δημητρίου ειστορήθη εις τον καιρόν του ιερατέβωντος πανιερώτατος μητροπολίτης κυρίω κυρίω Προκοπίου Μογλενών [следват имената на свещеници и първенци] δια χειρός Αναστασίου με τα παιδιά μου Βαγγελή Νικολάου, Κωνσταντίνη εκ χωρίου Κρούσεβα 1866. | “ |

| „ | Тази църква на Свети Димитрий се изписа по времето владичеството на митрополит господин господин Прокопий (следват имената на свещеници и първенци) от ръцете на Анастасий с децата ми Вангел, Никола, Константин от село Крушево 1866. | “ |

Фреските са със сюжети от Стария завет, като например създаването на Адам и Ева, живота им в рая, грехопадението, изгонването и от Новия Завет, като Рождество, Възкресение и т.н. Тримата изписват всички църкви в Горен Мъглен.
През септември 1872 година тримата братя завършват изписването на Възнесение Господне“ в Ращак, Скопско, според запазения ктиторски надпис на южния зид, западно от входа. По това време Скопската българска община иска изгонване на владиката Паисий Скопски и затова името му е изтрито след изписването на ансамбъла. Фреските са изцяло запазени.
На 14 декември 1878 година тримата братя завършват изписването на „Свети Атанасий“ в Пръждево. През първата половина на 1879 година тримата братя изписват църквата „Свети Атанас“ в Будур чифлик, Мариово. При северната врата на храма е оставен надпис „Въ лѣто 1879 іунїѧ 15 изъ рукі братхѧ Ва(н)ћелъ Нікола Кѡста Анастасовіцъ Зографа ѿ село Крушево.“ В същата 1879 година тримата изписват „Свети Никола“ в демиркапийска Клисура. И отново в 1879 година според надписа над северния вход от вътрешната страна тримата изписват „Свети Стефан“ в Конопище.
През декември 1879 година тримата завършват зографисването на „Свети Атанасий“ в Бохула и над южната врата от вътрешната страна оставят надпис, който гласи: „Ктитори и приложници Димко Йереа, Ризо Ното Неде Годжобашия Стоя Атанаси Митруши Вангелович от село Терново Никола питроп Темелко мали големи из руку братия Ваггели Никола Костадини Атанасович зуграфа от село Крушево в лето 1879 декември 20“.
Отново тримата, заедно със сина на Вангел Наке, изписват Бошавския манастир „Свети Архангел Михаил“. Над северната врата оставят надпис: „Сеі храмъ стыи Архаггелъ Міхаиль. во врем(е) на она. г. г. Агаѳаггел Марко иереа. Кімо егуменъ престателъ себепъ. се стори за манастирот. што се зуграфіса за душевно. споменъ. Кресте. магеръ. Нікола даскалотъ. Ѧно момукотъ ик рукі бракѧ. Коста Никола. Вагглъ со синъ его. Наки. ѿ славно Крушово. во лето 1880. месецъ іулиа. 4.“
В 1881 година тримата братя изписват изцяло църквата „Света Богородица“ в Бегнище според надписа на северния вход от вътрешната страна на църквата. На 8 юни 1881 година според надписа над северния вход от вътрешната страна тримата братя завършват изписването на църквата „Свети Архангел Михаил“.
В 1883 година тримата изцяло изписват „Свети Атанасий“ в Годиве. В същата 1883 година изписват и Свети Теодор Тирон в Дреновци.
Никола и Вангел работят в църквата „Свети Георги“ в крушевското село Острилци. Те са автори на новите стенописи и оставят надписа:„Сеї храмъ, Стый Геѡргіа се ізобрази, во времѧ, Бістъ, свещенікъ. Дамѧнъ, іереа ѿ село, Бабіно, ізъ рукі Ванћелі. Нікола Анастасовічъ зографа ѿ Крушово 1884 іуліа 26.“ На следната 1885 година двамата работят в „Свети Никола“ в Загориче.
Икони на Никола Анастасов от 1885 година има в църквата „Успение Богородично“ в Журче. Част от надписа гласи „...ізъ рукі Нікола Анастасовічъ зографа, ѿ Крушово волето 1885 месецъ, маі, 19.“ Негова икона на Свети Димитър има и в храма „Свети Димитър“ в Крива паланка.
В 1888 година Анастас със синовете си Вангел и Никола изписва църквата на Ошинския манастир „Свети Архангел Михаил“.

## Стенописи от „Свети Димитър“ в Тушин
- Стенописите на северната стена
- Стенописите на южната стена
- Стенописите на северната страна на тавана
- Стенописите на южната страна на тавана
- Стенописите при входа на църквата
- Стенописите от женската църква

## Родословие
|  |  |                 |                 |                 |                 |                 |                 |  |  | Анастас Зограф   |                  |                  |                  |                  |                  |  |  |                  |                  |                  |                  |                  |                  |  |  |  |  |  |  |  |  |  |  |  |  |  |  |  |  |  |  |  |  |  |  |  |  |  |  |
|  |  |                 |                 |                 |                 |                 |                 |  |  |                  |                  |                  |                  |                  |                  |  |  |                  |                  |                  |                  |                  |                  |  |  |  |  |  |  |  |  |  |  |  |  |  |  |  |  |  |  |  |  |  |  |  |  |  |  |
|  |  |                 |                 |                 |                 |                 |                 |  |  |                  |                  |                  |                  |                  |                  |  |  |                  |                  |                  |                  |                  |                  |  |  |  |  |  |  |  |  |  |  |  |  |  |  |  |  |  |  |  |  |  |  |  |  |  |  |
|  |  | Коста Анастасов | Коста Анастасов | Коста Анастасов | Коста Анастасов | Коста Анастасов | Коста Анастасов |  |  | Вангел Анастасов | Вангел Анастасов | Вангел Анастасов | Вангел Анастасов | Вангел Анастасов | Вангел Анастасов |  |  | Никола Анастасов | Никола Анастасов | Никола Анастасов | Никола Анастасов | Никола Анастасов | Никола Анастасов |  |  |  |  |  |  |  |  |  |  |  |  |  |  |  |  |  |  |  |  |  |  |  |  |  |  |
|  |  | Коста Анастасов | Коста Анастасов | Коста Анастасов | Коста Анастасов | Коста Анастасов | Коста Анастасов |  |  | Вангел Анастасов | Вангел Анастасов | Вангел Анастасов | Вангел Анастасов | Вангел Анастасов | Вангел Анастасов |  |  | Никола Анастасов | Никола Анастасов | Никола Анастасов | Никола Анастасов | Никола Анастасов | Никола Анастасов |  |  |  |  |  |  |  |  |  |  |  |  |  |  |  |  |  |  |  |  |  |  |  |  |  |  |
|  |  |                 |                 |                 |                 |                 |                 |  |  | Наке Вангелов    |                  |                  |                  |                  |                  |  |  |                  |                  |                  |                  |                  |                  |  |  |  |  |  |  |  |  |  |  |  |  |  |  |  |  |  |  |  |  |  |  |  |  |  |  |